# Diadegma rapi
Diadegma rapi là một loài tò vò trong họ Ichneumonidae.